# Samsung SGH-C300
Samsung SGH-C300 — телефон, выпущенный 10 января 2006 года, придя на смену модели Samsung SGH-C200.

## Приложения
Игры
В этом телефоне доступна только одна игра, которая называется SnowBallFight.
Будильник
Будильник реализован для четырёх режимов — однократный, ежедневный, утренний сигнал и автосбрасывание.
Калькулятор
В калькуляторе есть только 5 знаков (плюс, минус, умножить, разделить, равно). Конвертер умеет только пересчитывать валюты
Диктофон
На диктофоне можно записать голос, но если вы уже записали 5 таких голосов, то надо подождать примерно 30 секунд. Также здесь есть список записей. На них отведено примерно 100 КБ
Телефон
Также вы можете позвонить какому-то человеку. Также есть Меню «списки вызовов». Меню «списки вызовов» хранит информацию принятых, исходящих и непринятых вызовах. Отдельные пункты назначены для Счётчиков времени и стоимости разговоров.